# Milojica Pantelić
Milojica Pantelić, srbski general, * 6. november 1921, † januar 1999.

## Življenjepis
Leta 1941 je vstopil v NOVJ in KPJ. Med vojno je bil politični komisar več enot.
Po vojni je bil politični komisar in poveljnik divizije, politični komisar korpusa, predavatelj na VVA JLA,...